# Benzatropina
La benzatropina es un fármaco anticolinérgico de acción central.

## Descripción
La benzatropina (en su forma de mesilato) es en polvo cristalino blanco, inodoro o casi inodoro. Muy soluble en agua; libremente soluble en alcohol; prácticamente insoluble en éter. Es ligeramente higroscópico.

## Usos
Se usa principalmente como un complemento en el tratamiento del parkinsonismo inducido por fármacos y otras formas de parkinsonismo. Los síntomas extrapiramidales incluyen distonía, acatisia, temblores y rigidez (síntomas parkinsonianos), taquicardia, hipotensión, pesadillas, trastornos sexuales y convulsiones. Su apariencia y gravedad varían individualmente y se superponen, por lo que es más difícil de diagnosticar, sin embargo, en eventos graves los pacientes pueden necesitar opciones de tratamiento y la benzatropina puede ser de elección por el médico tratante.
La benzatropina también es inhibidor potente de la recaptación de dopamina, lo que posiblemente explica su potencial de abuso.
El fármaco también puede usarse como tratamiento de segunda línea para la enfermedad de Parkinson; mejora el temblor, pero no la rigidez. La benzatropina también se puede usar para tratar la distonía aguda, que produce contracciones musculares anormales con giros en las extremidades, el tronco o la cara. Los anticolinérgicos son generalmente menos efectivos que L-DOPA, pero son útiles en todas las formas de Parkinson ya que su perfil de efectos secundarios es bastante leve.
La benzatropina es también un agente farmacológico para el tratamiento del parkinsonismo inducido por neurolépticos y las reacciones distónicas agudas.
La sialorrea es un efecto secundario común de la clozapina (que se presenta en más del 50% de la población que usa este medicamento) y puede ser problemático para los pacientes. La etiología de la sialorrea no está clara, pero la condición no parece ser causada por el bloqueo de la dopamina, pero quizá sea mediado a través del bloqueo de los receptores adrenérgicos. Las series de casos y los pequeños estudios piloto indican que el tratamiento de la sialorrea con agentes antiadrenérgicos, como el parche de clonidina o los agentes anticolinérgicos, como la benzotropina y el bromuro de ipratropio intranasal, puede ser exitoso.

## Uso en embarazo y lactancia
Embarazo
La benzatropina está estructuralmente relacionada con la atropina. En un gran estudio prospectivo, 2323 pacientes fueron expuestas a esta clase de medicamentos durante el primer trimestre, 4 de las cuales tomaron benzatropina. Se encontró una posible asociación en el grupo total con malformaciones menores. Un estudio de vigilancia encontró una posible asociación entre la benzatropina y defectos cardiovasculares, pero aún no hay confirmación. La exposición al fármaco cerca del término del embarazo en hembras de la especie Homo sapiens sapiens se ha asociado con íleo paralítico en el recién nacido. El fármaco es categoría C.
Lactancia
No han sido localizados reportes que describan el uso de benzatropina durante la lactancia humana. Sin embargo, generalmente los agentes de esta clase farmacológica probablemente sean compatibles con la lactancia materna y queda a criterio del médico tratante ponderar el uso según sea el caso. El fármaco posee la categoría de riesgo L3.